# Michael Ludwig von Appel
Michael Ludwig von Appel (németül: Michael Ludwig Edler von Appel) (Bécs, Osztrák–Magyar Monarchia, 1856. február 21. – Erdevik, Szerbia, 1915. február 1.) osztrák katona, a császári és királyi haderő tisztje, majd tábornoka, I. világháborús hadtestparancsnok.

## Élete

### Ifjúsága, tanulmányai
Apja Ludwig von Appel császári és királyi lovassági tábornok volt. Megkapta az osztrák nemesi (Edler) rangot. 1870 és 1872 között a St. Pölten-i katonai kollégiumban, majd 1872-76 között a bécsújhelyi Theresianum Katonai Akadémián tanult. Bosznia-Hercegovina megszállása után 1879 és 1881 között a bécsi hadiiskolát is elvégezte. 1876. szeptember 1-jén avatták tisztté. Hadnagyi rendfokozatban lépett csapatszolgálatba a császári és királyi 52. gyalogezredben.

### Pályája a világháborúig
1878-ban részt vett a bosznia-hercegovinai harcokban. Ott volt Kakanjnál, Visokánál és a Szarajevónál. 1878. április 16-án apja után megörökölte az osztrák nemesi címet. 1881. május 1-jén főhadnaggyá léptették elő. November 1-jén átkerült a 7. lovasdandár vezérkarához Temesvárra. 1881-1885 között több temesvári hadtestnél is szolgált. 1885 májusában egy évre az I. hadtest vezérkari osztályán szolgált Krakkóban. Ekkor léptették elő századossá, majd Zágrábba, Bozenba, Bjelinába került a térképészekhez. 1888. május 1-jén a 32. tábori vadászzászlóalj 1. századának parancsnoka Késmárkon. 1892-ben Laibachra kerül a 28. gyaloghadosztály vezérkari főnöke lett. 1892. november 1-jén őrnaggyá léptették elő.
1894-től a Vezérkar Országleíró Irodájában szolgál, majd 1896-ban a 34. gyalogezred 3. zászlóaljának parancsnoka Kassán. 1895. május 1-jén alezredesi rangot kap, 1898. május 1-jén pedig ezredessé nevezik ki. 1903 és 1907 között a Bosznia-hercegovinai csendőrtestület parancsnoka. Eközben, 1904. november 1-jén vezérőrnaggyá nevezték ki. 1908. április 15-étől a 7. hegyidandár parancsnoka a boszniai Višegradon. 1908. június 17-től az 1. gyaloghadosztály parancsnoka. November 1-jén altábornagy. 1911. október 23-án a XV. hadtest megbízott parancsnoka, majd 1912. október 1-jétől parancsnoka és vezénylő tábornoka. 1913. május 1-jétől gyalogsági tábornok.

### Az első világháborúban
1914. augusztus 1-jén a XV. hadtest parancsnoka a szerb fronton. Kiindulási pontja a szerb Loznica és a keleti boszniai határváros, Zvornik között volt. 1914. szeptember 8-án az egész hadtest átkelt a Drinán, és megszállta a Gučevo és a Boranja hegyek térségét. A hadtest párhuzamosan haladt a folyó mellett. A szerb 3. hadsereg állt velük szemben. Szeptember 13-án szerb egységek érkeztek erősítésnek, és ellencsapásba kezdtek. Appel beásta magát a hadtestével az eddig elfoglalt területeken. Egy hétig tartották magukat, ám ekkor Oskar Potiorek, a szerb front osztrák-magyar főparancsnoka elrendelte a visszavonulást a Drinán túlra, ahol az utászok már elkészítették a megerősített állásokat. A XV. hadtest egy nyugodtabb szektort kapott, csak kisebb támadások érték őket.
Appel 1915. február 1-jén hunyt el, valószínűleg egy fertőzéses betegségben. Február 6-án temették el a bécsi Zentralfriedhofban.

### Emlékezete
1927. október 25-én az egyik legmagasabb magyar katonai kitüntetéssel, a Mária Terézia Katonai Rend lovagkeresztjével tüntették ki.

## Kitüntetései
- Katonai Érdemkereszt 3. osztálya – 1878. október 20.
- Hadiérem – 1878. december 31.
- Jubileumi emlékérem 1898 – 1898. december 2.
- Katonai Tiszti Szolgálati Jel 3. osztálya – 1901. szeptember 1.
- Vaskorona-rend 3. osztálya – 1903. április 18.
- Bronz katonai érdemérem – 1907. április 29.
- Katonai Jubileumi Kereszt 1908 – 1908. december 2.
- Bosznia-hercegovinai emlékérem – 1909. október 10.
- Lipót-rend lovagkeresztje – 1910. február 25.
- Tiszti szolgálati Jel 2. osztálya – 1911. szeptember 1.
- Mozgósítási kereszt 1912-13 – 1913. július 10.
- Ferenc József-rend Nagykeresztje – 1913. augusztus 12.
- Vaskorona-rend 1. osztálya – 1914. október 15.
- Mária Terézia Katonai Rend lovagkeresztje – 1927. október 25.